# Força Aérea da Coreia do Sul
A Força Aérea da Coreia do Sul (Hangul: 대한민국 공군, Hanja: 大韩民国 空军, Romanização Revisada: Daehanminguk Gong-gun) é o ramo aéreo das Forças Armadas da Coreia do Sul. Opera no âmbito do Ministério da Defesa Nacional.
No seu inventário há cerca de quase 800 aeronaves de combate originárias dos Estados Unidos, além de aeronaves russas, europeias e algumas projetadas localmente.

## Fotos

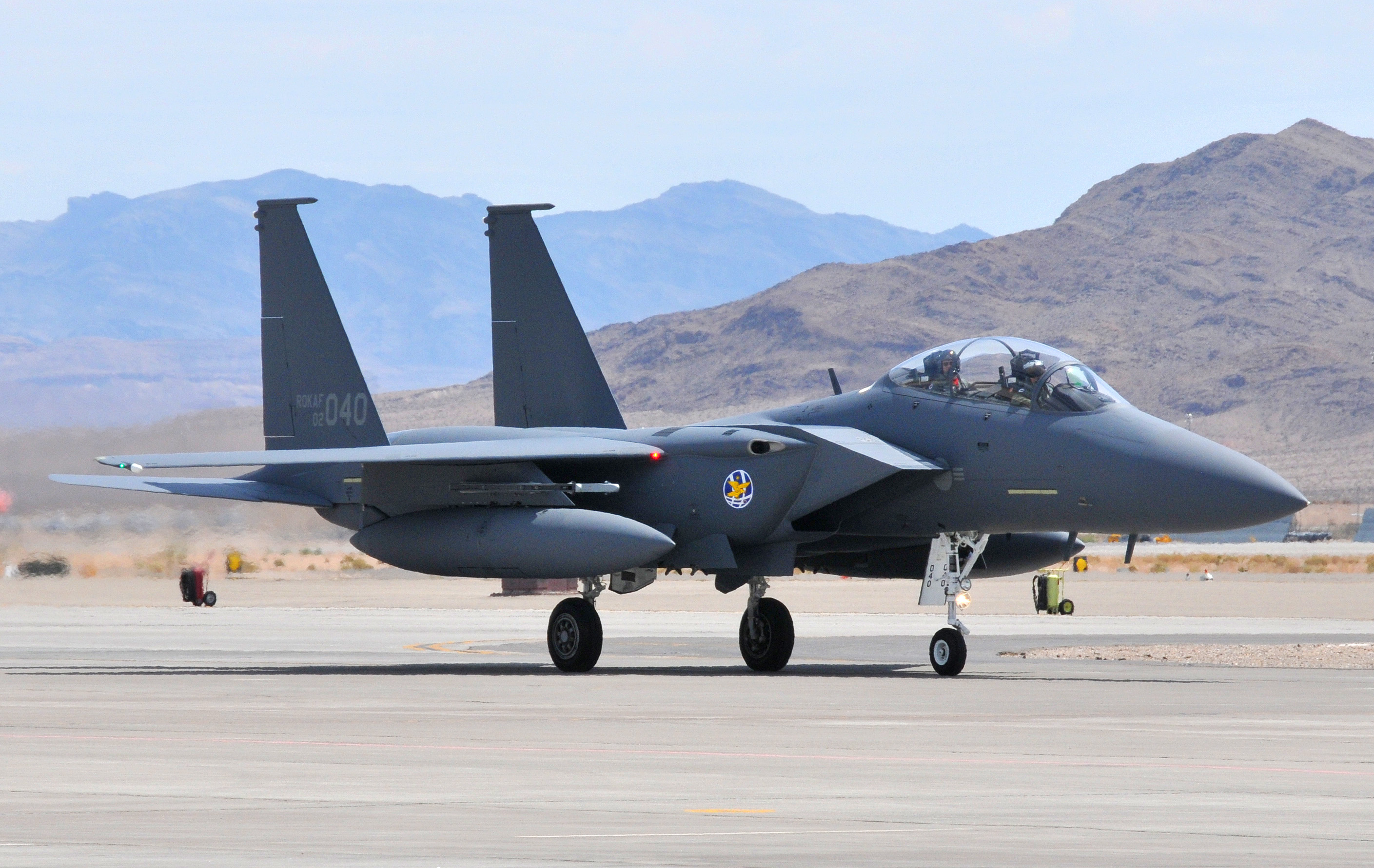
Um F-15K da Força Aérea da Coreia do Sul.
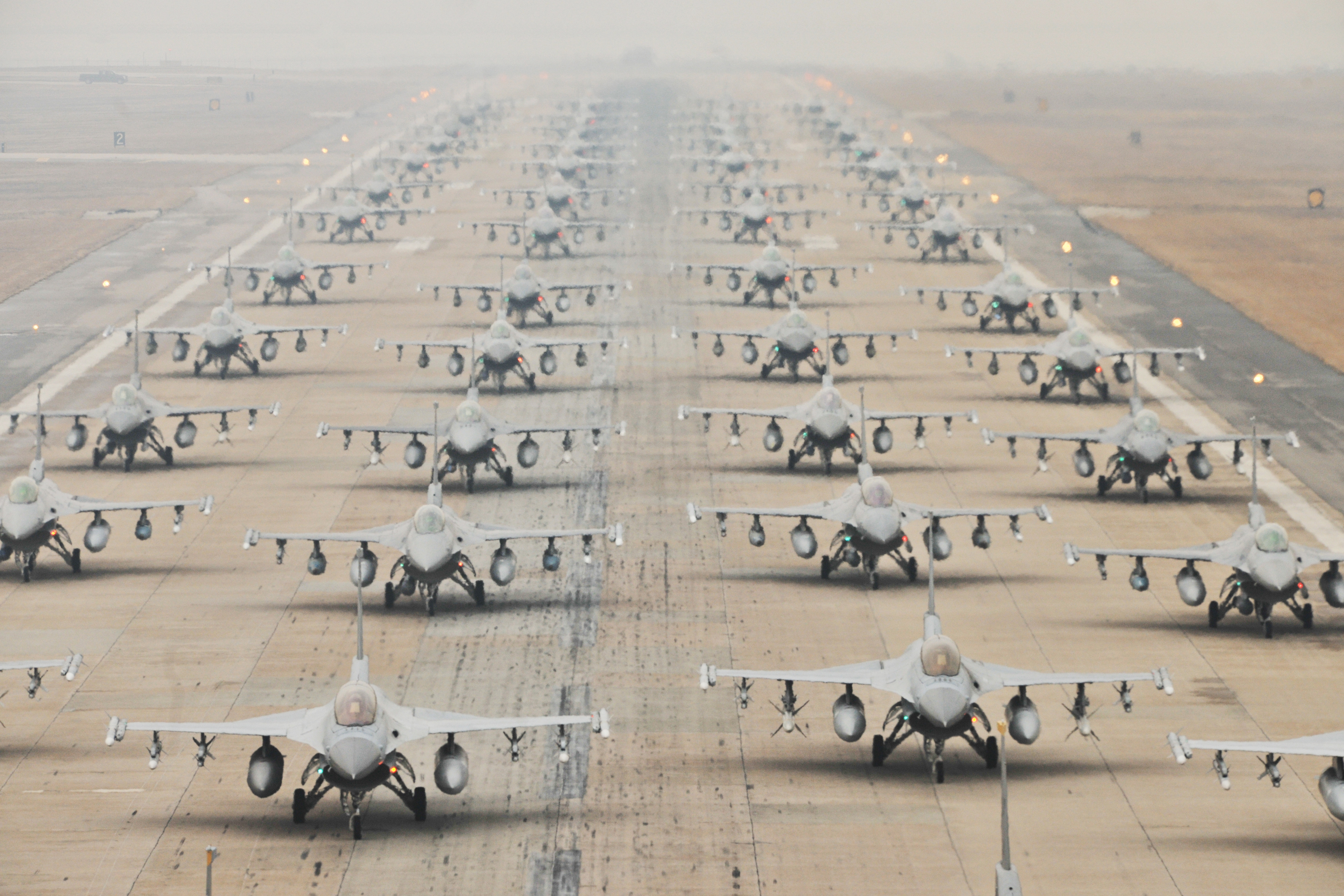
Caças F-16 sul-coreanos.
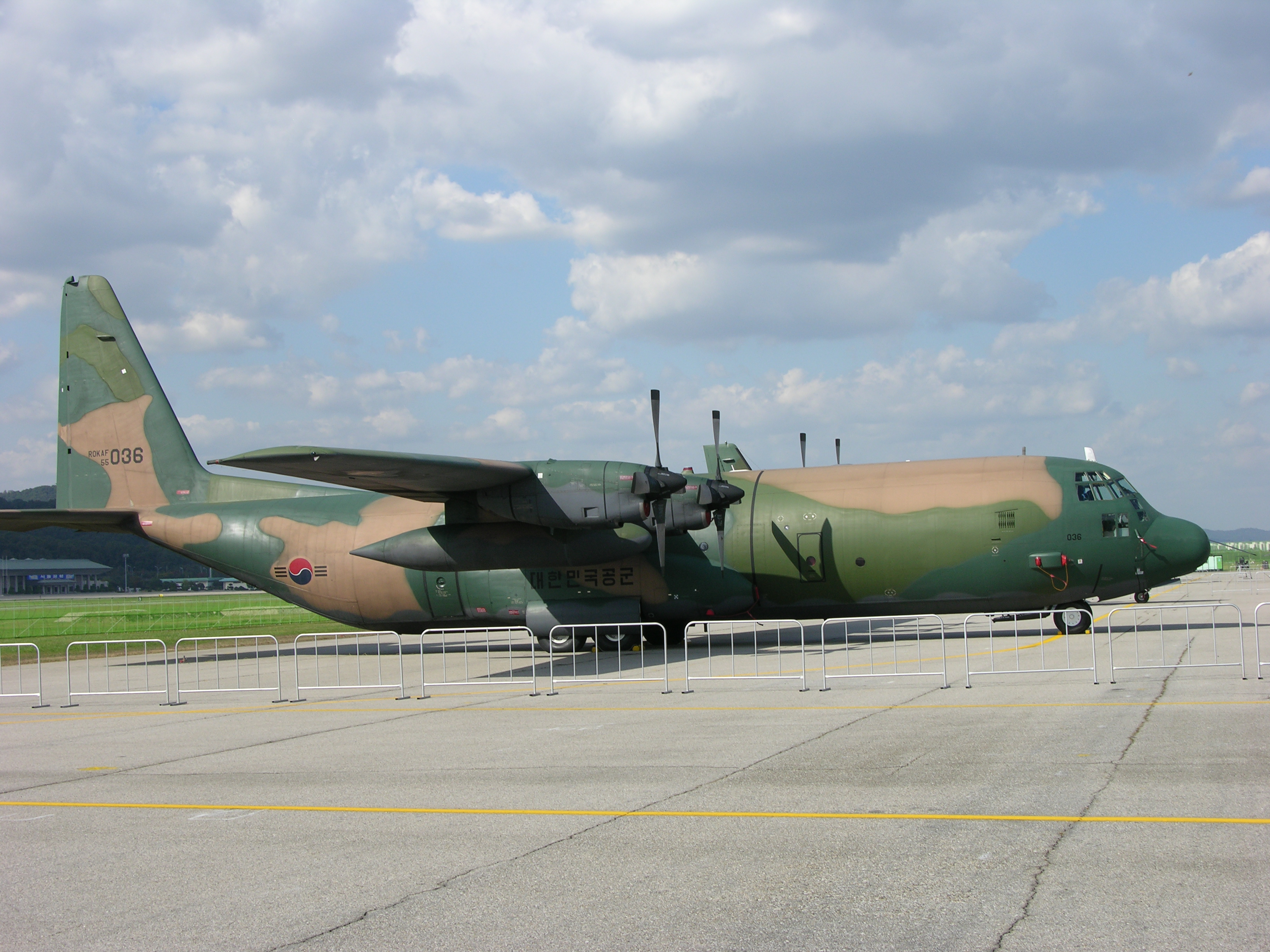
Um C-130H da força aérea coreana.